# George Chambers
George Chambers (1766 - depois de 1826), de Hartford, perto de Huntingdon, Cambridgeshire, foi um soldado inglês, advogado e membro do Parlamento.

## Família
Chambers era filho de Sir William Chambers de Whitton Place, Middlesex e da sua esposa Anne, nascida Moore, de Bromsgrove, Worcestershire. Ele foi educado no Lincoln's Inn. Em 1784, sem a permissão da sua família, ele casou-se com Jane Rodney, provavelmente filha ilegítima de George Brydges Rodney, 1º Barão Rodney. Eles tiveram uma filha e oito filhos.

## Carreira
Ele foi um membro (MP) do Parlamento da Inglaterra por Honiton entre 1796 e 1802.